# Elecciones provinciales de Mendoza de 1913
Las elecciones generales de Mendoza de 1913 tuvieron lugar el domingo 9 de noviembre del mencionado año con el objetivo de elegir al Gobernador y al Vicegobernador para el período 1914-1918. Los comicios tuvieron el históricos carácter de ser las primeras elecciones provinciales mendocinas bajo sufragio secreto y, por lo tanto, los primeros comicios competitivos de la provincia.
Tres partidos disputaron la gobernación, todos con aspiraciones de triunfo. El conservadurismo provincial, hasta entonces hegemónico por medio del fraude electoral, se dividió entre el sector de Francisco S. Álvarez, cuya alianza se denominó "Liga Cívica" y estaba encabezada por el Partido Popular, y el del exgobernador Emilio Civit, de la alianza Concentración Popular. La Unión Cívica Radical (UCR), principal partido de la oposición nacional, presentó como candidato a José Néstor Lencinas, aunque el partido receló de participar en las elecciones, temiendo que se cometiera un fraude.
Álvarez resultó en última instancia electo con el 43.73% de los votos, seguido por Civit con el 32.48% y Lencinas con el 23.79%. Álvarez triunfó en los departamentos Capital, San Martín, San Rafael, Maipú, Luján de Cuyo, Godoy Cruz, Las Heras, San Carlos, y Tupungato; mientras que Civit venció en Rivadavia, Guaymallén, La Paz, Tunuyán, y Junín; y Lencinas se impuso únicamente en Lavalle. En Santa Rosa se produjo un empate entre Álvarez y Civit con 293 votos para cada uno, y 71 para Lencinas.